# Charithra Chandran
Charithra Chandran (* 17. Januar 1997 in Schottland) ist eine britische Schauspielerin.

## Leben
Charithra Chandran wurde in Schottland geboren, die ersten Lebensjahre verbrachte sie allerdings in Indien. Die Schule besuchte sie im Vereinigten Königreich. In Oxford studierte sie Philosophy, Politics and Economics (PPE), das Studium schloss sie 2019 als Bachelor ab. Anschließend war sie am New Policy Institute als Research Analyst tätig. Ursprünglich plante sie, die Schauspielerei als Hobby zu betreiben. Schauspielerfahrungen sammelte sie unter anderem mit dem National Youth Theatre.
Ihr Fernseh-Debüt gab sie 2021 in der zweiten Staffel der Serie Alex Rider von Prime Video, in der sie als Sabina Pleasance zur Hauptbesetzung gehörte. Im Folgejahr verkörperte sie im Film Class S von Darryl Duah-Boateng die Rolle der Cherry. In der am 25. März 2022 veröffentlichten zweiten Staffel der Netflix-Serie Bridgerton übernahm sie an der Seite von Simone Ashley als ihre ältere Schwester Kate die Rolle der Edwina Sharma, die von Königin Charlotte, dargestellt von Golda Rosheuvel, als Juwel der Saison ausgewählt wird.
In der romantischen Komödie Date mich Billy Walsh! (2024) von Prime Video mit Sebastian Croft und Tanner Buchanan übernahm sie die weibliche Hauptrolle. Für die zweite Staffel der Netflix-Serie One Piece wurde sie als Miss Wednesday besetzt. In dem Ende 2024 veröffentlichten Actionfilm Fight or Flight hatte sie an der Seite von Josh Hartnett eine Hauptrolle als Isha Mallik / Ghost.
In den deutschsprachigen Fassungen wurde sie unter anderem von Eleni Möller in Bridgerton, von Magdalena Höfner in Fight or Flight, von Lina Rabea Mohr in Date mich Billy Walsh! sowie von Muriel Bielenberg in Dune: Prophecy synchronisiert.

## Filmografie (Auswahl)
- 2021: Alex Rider (Fernsehserie)
- 2022: Class S
- 2022: The Talents (Kurzfilm)
- 2022: Bridgerton (Fernsehserie)
- 2024: Date mich Billy Walsh! (How to Date Billy Walsh)
- 2024: Dune: Prophecy (Fernsehserie)
- 2024: Fight or Flight